# شهرستان گودینگ (آیداهو)
شهرستان گودینگ، آیداهو (به انگلیسی: Gooding County, Idaho) یک سکونتگاه مسکونی در ایالات متحده آمریکا است که در آیداهو واقع شده‌است.

## خصوصیات
شهرستان گودینگ ۱٬۹۰۱٫۰۶ کیلومترمربع مساحت دارد.